# 글렌 플레슐러
글렌 플레슐러(영어: Glenn Fleshler, 1968년 9월 5일 ~ )는 미국의 배우이다. 2019년 영화 《조커》에서 주연을 맡았다.
플레슐러는 유대계 미국인 가정에서 태어나 뉴욕 대학교의 티시 예술대학에서 연기를 공부했다.

## 출연 작품

### 영화
- 헨리스 크라임 (2010)
- 올 굿 에브리씽 (2010)
- 마가렛 (2011)
- 이민자 (2013)
- 블루 재스민 (2013)
- 딜리버리 맨 (2013)
- 갓즈 포켓 (2013)
- 코블러 (2014)
- 모스트 바이어런트 (2014)
- 카스바 (2015)
- 서버비콘 (2017)
- 대체불가 당신 (2018)
- 갈매기 (2018)
- 높이 나는 새 (2019)
- 조커 (2019)
- 놈이 우리 안에 있다 (2021)

### 텔레비전
- 섹스 앤 더 시티 (1998)
- 서드 워치 (2003)
- 프린지 (2008)
- 대미지 (2010)
- 굿 와이프 (2010)
- 보드워크 엠파이어 (2011-13)
- 레저렉션 (2014)
- 팔로잉 (2015)
- 엘리멘트리 (2015)
- 한니발 (2015)
- 빌리언스 (2016-23)
- 매니악 (2018)
- 웨이코 (2018)
- 배리 (2018-22)
- 왓치맨 (2019)

### 비디오 게임
- 맨헌트 (2003)
- 그랜드 테프트 오토: 더 발라드 오브 게이 토니 (2009)